# Psila fenestralis
Psila fenestralis är en tvåvingeart som beskrevs av Shatalkin 1983. Psila fenestralis ingår i släktet Psila och familjen rotflugor. Inga underarter finns listade i Catalogue of Life.